# 伯里閣不花
伯里閣不花（13世纪—1314年），许兀慎氏。元朝将领，博爾忽的玄孙，塔察儿的曾孙，别里虎台的孙子，密里察儿的次子。
元世祖至元十九年（1282年）袭都元帅，讨平遇峒獠董辉之叛，授昭勇大将军、蒙古军万户，赐三珠虎符。至元三十年（1293年），率领蒙古军驻守湖广，从平章刘国杰讨叛有功。元成宗元贞三年（1297年），率蒙古军二千人扈从上都，加镇国上将军，赐给他弓、刀、鞍、辔。大德三年（1299年），跟随海山北伐，所部在称海宣慰司屯田。大德六年（1302年），授河南淮北蒙古军都万户府副都万户，依然屯田。大德九年（1305年），以北庭战事平息，元成宗下诏有司资送伯里阁不花回到河南。元仁宗延祐元年（1314年），去世。泰定元年（1324年），赠辅国上将军、枢密副使、护军，追封云中郡公，谥襄懋。
其子昔里伯吉，袭明威将军、河南淮北蒙古军都万户府副都万户，官至昭毅大将军。性情简重，善于安抚士卒。去世后，其子八撒儿袭万户。

## 延伸阅读
[在维基数据编辑]
 《新元史/卷121》，出自柯劭忞《新元史》